# Xifosurs
Els xifosurs (Xiphosura) són un ordre de quelicerats de la classe merostomats. En l'actualitat són un grup pobre (tres gèneres i quatre espècies), però va ser molt ric i divers l'Ordovicià. Aquests tres gèneres són Limulus (amb Limulus polyphemus, que viu a les costes atlàntiques d'Amèrica), Tachypleus (que es troba al sud-est asiàtic) i Carcinoscorpius (també al sud-est asiàtic).
La classe Merostomata originalment no incloïa Euriptèrides, tot i que es van afegir a mesura que va evolucionar una millor comprensió del grup extingit. Ara Eurypterida es classifica dins dels Sclerophorata juntament amb els aràcnids, i per tant, Merostomata és ara un sinònim de Xiphosura. Un estudi recent situa Xiphosura dins dels aràcnids com el grup germà de Ricinulei.
Són animals aquàtics, que viuen en aigües poc profundes i de fons sorrencs, on s'amaguen sota la superfície del llit marí, a l'aguait de petits invertebrats o detritus. Totes les seves extremitats disposen de pinces prensores i la sisena parella de potes s'ha modificat per a funcionar com a punt de suport sobre superfícies poc sòlides.